# بثينة الناصري
بثينة عبد الكريم عبد العزيز الناصري (1947 - ) قاصّة عراقية ومترجمة، وُلدت في بغداد ودرست فيها الابتدائية والثانوية، وحصلت على بكلوريوس اللغة الإنكليزية من كلية الآداب، في جامعة بغداد سنة 1967، عملت في المركز الفلكلوري بوزارة الثقافة والإعلام العراقية، ثم علمت في المركز الثقافي العراقي بالقاهرة، نشرت قصصهاً أولاً في جريدة الأنباء الجديدة في بغداد سنة 1966، وأول قصّة نشرتها كانت (حدوة حصان)، أصدرت مجموعتها القصصية الأولى باسم (حدوة حصان) سنة 1974، ثم نشرت مجموعة قصص اسمها (موت إله البحر) سنة 1977، ومجموعة (وطن آخر) سنة 1994، ونشرت مجموعة مقالات في كتاب على حدود الوطن سنة 1995. أقامت في مصر منذ سنة 1979، وعملت في السفارة العراقية بالقاهرة. تُرجمت بعض قصصها إلى الإنكليزية والفرنسية والسويدية والنرويجية والإسبانية.

## كتبها
بدأت الكتابة في منتصف الستينات الميلادية، وهو العقد الذهبي للإبداع العربي بل في كل مكان حسب رأي بثينة، كان اطلاعها الأول على الكتب في مكتبة أبيها عبد الكريم الناصري، الذي أرشدها إلى الكتب التي ينبغي لها أن تبدأ بها، واكتشفتها معلمتها للغة العربية حين وجدتها تكتب الإنشاء بأسلوب قصصي، فأهدتْ إليها قصة زقاق المدق فكانت فاتحة دخول بثينة إلى عالم القصة، نقل موقع الغد الأردني في 25 تموز سنة 2011 عن بثينة أن الروايات التي تحظى بالترجمة الآن تتحدث عن اضطهاد المرأة في شرق الحريم وكأنها وجدت لكي تؤكد نظرة الغرب لنا، وقالت "بعض الكاتبات يكتبن عن الحريم وهن يعشن حياة ابعد ما تكون عن الحريم ولهن حرياتهن وميزة اتخاذ القرارات المصيرية في حياتهن. ولكن الغرب يتلقف هذه الكتابات ويترجمها بلمح البصر. وهكذا نشأ لدينا طائفة من الكتابة المعدة للترجمة أي المكتوبة خصيصا للترجمة. الكاتب العربي يعرف ما يريد الغرب فيكتب له. وبالنسبة للغربي لن يعرف حقيقة الشرق طالما ان صورة مطبوعة بذهنه من ايام القرون الوسطى هي التي تقدم له". حاورها عِذاب الركابي في 13 تشرين الثاني سنة 2020 في موقع قريش الألكتروني فسألها (القصّة القصيرة وسيلة التعبير الأولى، والمتنفس الأوحد في زمنٍ يُطوبُ باسم (الرواية) قسراً .. قولي لي لماذا القصّة القصيرة من دون غيرها من فنون الكتابة ؟ أهي الأقدر على الإجابة عن أسئلتك الإنسانية ؟ أمْ ماذا ؟، فأجابت بثية "كثيرون مثله ربما يرون أن القصّة القصيرة تمهيد لكتابة رواية وأنا أراها فناً مختلفاً تماماً. وأنا ملتزمة بهذا النوع من السرد لأنه يناسب شخصيتي فأنا قصيرة النفس، وأحبّ التغيير باستمرار، والقصّة القصيرة تتيح لي التنقل بين عوالم وكائنات مختلفة ، فكل قصّة بالنسبة لي مغامرة في خلق عوالم جديدة. ثم أني أحبّ الصعب والقصّة فن أصعب من الرواية"، وسألها عن النقد فقالت "النقد حاليا ليس نقدا جادا بل هو مهزلة في معظمه. تجارة ومجاملات وتعابير طنانة، أو مقعرة لا يفهم منها القارىء شيئا. زمان كان الناقد يؤسس لتيارات أدبية ويغوص في عمق النص فيستخرج منه حتى ما لم يقصده الكاتب". ترى بثينة أنها قاصّة مقلّة، لأنها لا تكتب إلا قصةً ذات موضوع مؤثّر وأسلوب متين. قال أحمد إسماعيل النعيمي في كتابه (مقالات في الشعر و النقد والدراسات المعاصرة) "قد لا نغالي إذا قلنا ان القاصة بثينة الناصري تعد إحدى الشخصيات الأدبية التي استطاعت أن تفرض وجودها على الساحتين العراقية والعربية. بعد أن اتخذت الصحافة نافذة أطلت منها بقصصها القصيرة على القراء منذ أوائل السبعينات قبل أن تلتئم هذه القصص في مجموعات كاملة". وقالت مجلة البيان سنة 1978 "ومن حسنات القصة التي تكتبها بثينة الناصري أنها تجمع بين سيولة الأسلوب ودقة المفردات (لاذعاً) و(ساخرا) و( سافرا) بما في كثافة العبارة، إلى جانب المضمون الصعب الذي لا يجد الكثيرون من كتاب القصة في عموم الوطن العربي سبيلا إلى اختياره إما حذرا من السقوط في أخطاء لاحقة وإما لبعد هذه المضامين عن الذهن". وقالت مجلة الموقف الأدبي سنة 1979 "ولهذا تجد في كتابات بثينة الناصري شيئاً سرياً يربط بين القصة وبين الكاتبة رغم أنها لا تُعلن أبداً عن حياتها الخاصة في القصص..ولا تعلن إلا عن حالات لا تمت لها بأية صلة.". وفي سنة 2017 توجّهت بثينة إلى تحويل قصصها إلى أفلام قصيرة، فبدأت بقصتها (سبق صحفي) التي حولتها إلى فلم قصير.
- احتلال العقل، الإعلام والحرب النفسية، للمؤلفين ناثان غيردلز ومايك ميدافوي، نشره المركز القومي للترجمة، سنة 2015 بالقاهرة، جمع وترجمة وتقديم بثينة الناصري.[19]
- الحكاية الشعبية دراسة وتحليل.
- اليوم التالي بعد القيامة، مشروع الهيمنة الأمريكي في العراق والمنطقة، جمع وترجمة بثينة الناصري.
- حكاية البنت سماح، اقتُبسَ منه فلم (منديل بريحة).[20]
- الطريق الى بغداد.[21]
- يوميات كوفي شوب، ن
- عذارى من حجر، ترجمة لرواية الروائية ايفون فيرا – من زمبابوي – 2011، نشرها المركز القومي للترجمة بالقاهرة.
- بن يجوب العالم (ترجمة).[11]
- يوميات الجنود الأمريكان في بلاد الرافدين: ذكرت بثينة في كتابها يوميات بعض جنود الاحتلال الأمريكي للعراق سنة 2003، واقتبست قصص بعضهم، ومنها قصة جوشواكي، جندي أميركي سيقَ إلى العراق وصحا ضميره هناك بعد حضوره حفلة اغتصاب لعائلة عراقية وحين مُنح إجازة لزيارة أهله في أمريكا هرب إلى كندا ولم يرجع للجيش.[22]
- حدوة حصان.
- موت إله البحر.
- فتى السردينة المعلب.
- بيل، جرترود مرجريت موثيان (1868-1926)، ترجمَ الكتابَ عبدُ الكريم الناصري، وجمَعَهُ وحققهُ ابنتُه بثينةُ الناصري.[23]
- لماذا لانذهب إلى البحر.
- كتاب المغامرات، القصص الكاملة من سنة 1974 إلى 2015، المجلد الأول.
- قصائد حب من العراق، نُشرت سنة 1996.[24]
- حظ السلاحف: فلم اقتبسته بثينة من قصتها (حظ السلاحف) وأخرجت هي الفلم وكتبت له السيناريو.[25]
- (فاينل نايت) Final Night. قصص قصيرة انتقاها دنيس جونسون ديفز وترجمها إلى الإنكليزية، ونشرها قسم النشر بالجامعة الأمريكية بالقاهرة في طبعتين، الأولى سنة 2001، والثانية سنة 2008.[26]
- Notte finale. Racconti tristi e felici (الليلة الأخيرة، قصص حزينة وسعيدة) ترجمها إلى الإيطالية هيليا برينيس و O. Marchetti، فنشرت سنة 2003.[27]

## وصلات خارجية
- من مقالات بثينة الناصري في أرشيف الشارخ.